# Campionati del mondo di BMX - Cronometro maschile Junior
La Gara Uomini Junior a cronometro è uno degli eventi disputati durante i Campionati del mondo di BMX UCI. Per la prima volta fu corso nel 2011.

## Albo d'oro
Aggiornato all'edizione 2016.
| Anno | Vincitore            | Secondo                | Terzo           |
| ---- | -------------------- | ---------------------- | --------------- |
| 2011 | Darryn Goodwin       | Trent Woodcock         | Thomas Douchet  |
| 2012 | Romain Mahieu        | Carlos Alberto Ramírez | Lain Van Ogle   |
| 2013 | Romain Mahieu        | Sean Gaian             | Niek Kimmann    |
| 2014 | Niek Kimmann         | Collin Hudson          | Brandon Te Hiko |
| 2015 | Shane Rosa           | Brandon Te Hiko        | Collin Hudson   |
| 2016 | Mathis Ragot-Richard | Andrew Hughes          | Charles Borel   |

## Medagliere
| Pos.   | Nazione       | Oro | Argento | Bronzo | Totale |
| ------ | ------------- | --- | ------- | ------ | ------ |
| 1      | Francia       | 3   | 0       | 2      | 5      |
| 2      | Australia     | 2   | 2       | 1      | 5      |
| 3      | Paesi Bassi   | 1   | 0       | 1      | 2      |
| 4      | Stati Uniti   | 0   | 2       | 2      | 4      |
| 5      | Colombia      | 0   | 1       | 0      | 1      |
| 5      | Nuova Zelanda | 0   | 1       | 0      | 1      |
| Totale | Totale        | 6   | 6       | 6      | 18     |